# Чемпионат СССР по вольной борьбе 1968
24-й Чемпионат СССР по вольной борьбе проходил в Махачкале (легчайший, лёгкий, полусредний и тяжёлый веса) с 21 по 23 апреля 1968 года, в Киеве (наилегчайший, полулёгкий, средний и полутяжёлый веса) с 25 по 27 апреля 1968 года. В соревнованиях участвовало 174 борца.

## Медалисты
| Весовая категория | Золото                                       | Серебро                                 | Бронза                                    |
| ----------------- | -------------------------------------------- | --------------------------------------- | ----------------------------------------- |
| Наилегчайший вес  | Заур Шекриладзе «Гантиади» (Кутаиси)         | Каральби Шомахов «Труд» (Махачкала)     | Леонид Барсуков Вооружённые Силы (Киев)   |
| Легчайший вес     | Али Алиев «Спартак» (Махачкала)              | Виктор Чумаков Вооружённые Силы (Киев)  | Михаил Максимченко «Спартак» (Москва)     |
| Полулёгкий вес    | Загалав Абдулбеков «Буревестник» (Махачкала) | Василий Казахов «Буревестник» (Москва)  | Гиви Кварелашвили «Спартак» (Тбилиси)     |
| Лёгкий вес        | Юрий Гусов Вооружённые Силы (Киев)           | Зарбег Бериашвили «Спартак» (Тбилиси)   | Станислав Гаджиев «Динамо» (Махачкала)    |
| Полусредний вес   | Юрий Шахмурадов Вооружённые Силы (Махачкала) | Нугзар Журули «Спартак» (Москва)        | Гурам Сагарадзе «Динамо» (Тбилиси)        |
| Средний вес       | Андрей Цховребов «Колмеурне» (Тбилиси)       | Анатолий Морозов «Динамо» (Москва)      | Гапиз Мусаев «Буревестник» (Махачкала)    |
| Полутяжёлый вес   | Владимир Гулюткин «Спартак» (Киев)           | Шота Ломидзе «Динамо» (Тбилиси)         | Батраз Борукаев Вооружённые Силы (Тамбов) |
| Тяжёлый вес       | Александр Медведь «Буревестник» (Минск)      | Геннадий Андиев «Динамо» (Орджоникидзе) | Евгений Максимов «Локомотив» (Москва)     |